# موش‌های باغی
الیومیس (نام علمی: Eliomys) نام یک سرده از تیره موش زمستان‌خواب است.

## گونه ها
- موش زمستان‌خواب باغ آسیایی, Eliomys melanurus
- موش زمستان‌خواب باغ مغرب عربی, Eliomys munbyanus
- موش زمستان‌خواب باغ, Eliomys quercinus
- Briellian Dormouse,  Eliomys briellensis +